# ロシアワイン

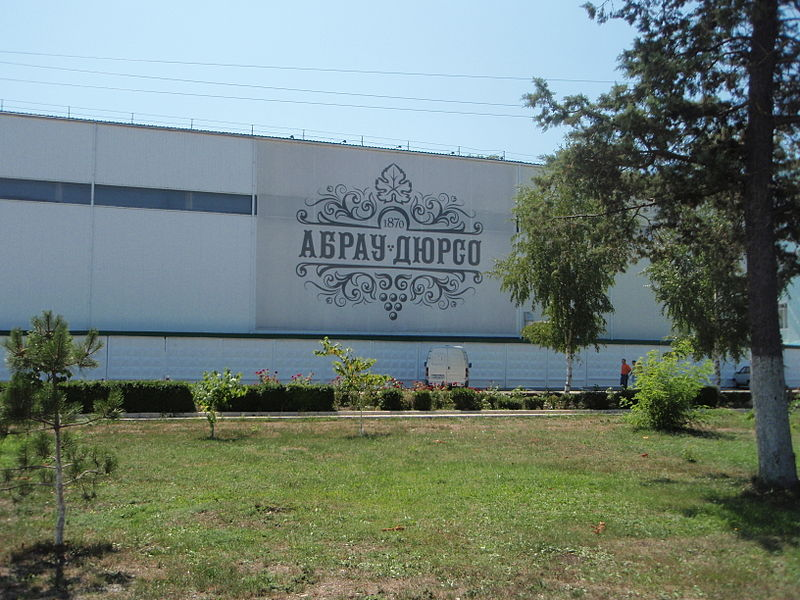
ロシアワインを製造するアブラウ・ドゥルソー・ワイナリー

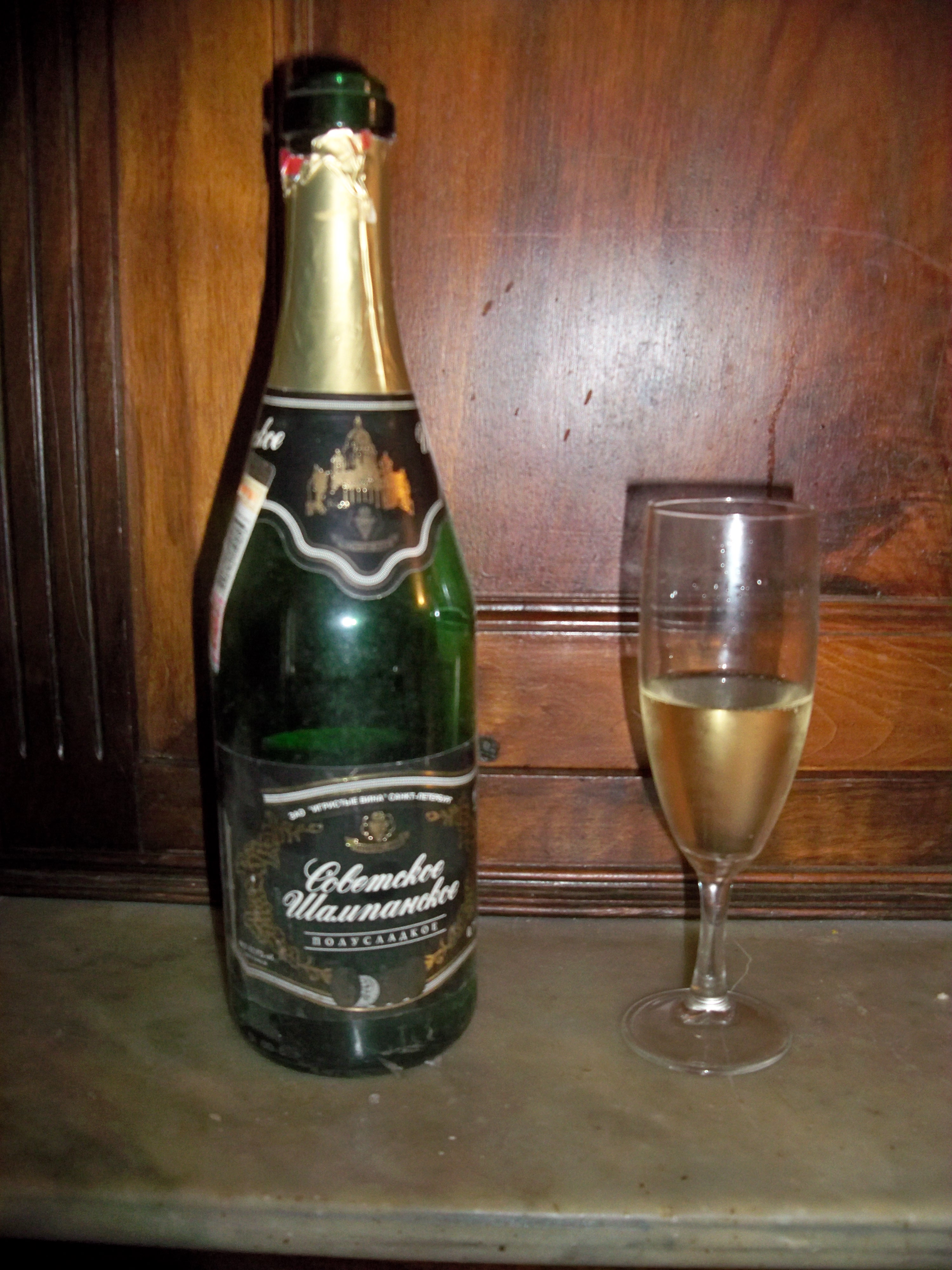
ソビエト・シャンパン

ロシアワインとは、ロシア国内で生産されるワインを指す。また、広義には旧ソビエト連邦内で生産されたアルメニアワイン、アゼルバイジャンワイン、グルジアワイン、モルドバワイン、ウクライナワインなど、ロシア産と誤認されたワインもまたロシアワインに含める場合がある。

## 概要
ロシアのワインは他国のワインと比べると、様々な方面で色濃い特徴を示している点が挙げられる。
「ロシアワイン」という語は、より正確には、ロシア南部のダゲスタン共和国、チェチェン共和国、カバルダ・バルカル共和国、クラスノダール地方、ロストフ地方、スタヴロポリ地方、アルタイ地方、西部のトヴェリ州で生産されたワインを指す。
現代において、ロシアではブドウの品種を表すアペラシオンを取り入れている。アペラシオンには、シビリコヴィー (Сибирьковый),、ツィムリャンスキー・チョルニー (Цимлянский чёрный)、プレチスティーク (Плечистик)、ナルマ (Нарма)、ギュリャビ・ダゲスタンスキー (Гюляби Дагестанский)がある。

## 歴史

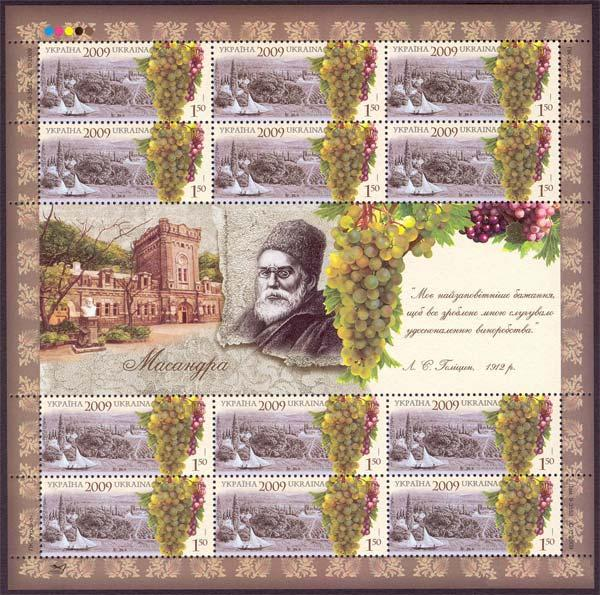
ロシアワインの創始者、レフ・ゴリツィンの記念切手

野生のブドウの木は数千年前よりカスピ海、黒海、アゾフ海周辺に存在しており、古代ギリシャとの貿易に際し、ブドウ栽培が行われていたことが、黒海沿岸黒海沿岸にあるファナゴリアやゴルギッピアなどの遺跡の出土品から判明している。これは、黒海周辺地域が世界最古のワイン製造地域であることの証拠だと考えられている。
ロシアにおいて、現代的な商業用ワインの生産の創始者はレフ・ゴリツィン公爵（1845 - 1915）である。彼は、自身が治めていたクリミア地方にシャンパンの工場をロシアで初めて設立した。1889年、数年前にブドウネアブラムシの流行によってワイナリーは荒廃していたものの、ワイナリーで生産されたワインがパリのワイン品評会のスパークリングワイン部門で金賞を受賞した。1891年、ゴリツィン公爵はアブラウ・ドゥルソーの帝国ワイナリーの調査官に任命され、帝国ワイナリーにおいて20世紀を通し、ソビエト・シャンパン（別名：人民シャンパン）のブランドでスパークリングワインを製造した。
1917年のロシア革命後、ワインに精通したフランスのワイン製造業者がロシアに集まったものの、ワイン製造工場は1920年より徐々に建造されていった。ワイン産業はソビエト連邦時代の1940年代と1950年代に反動を経験し、1985年にミハイル・ゴルバチョフによる反アルコールキャンペーンにより国内の製造体制に改革がもたらされるまで続いた。ソビエト連邦崩壊後は民営化及び市場経済への移行により、優れたぶどう品種の栽培を行っていたブドウ畑の多くが、他の目的へと転用されていった。2000年までに、ロシア国内全体のブドウの栽培面積はわずか72,000haとなり、1980年代の半分以下にまで減少した。
しかし、1992年の国有農園民営化に伴い、同国におけるワイン産業は大きな転換を図り始めている。同国のワイナリー保有企業で知られるアブローラ社はかつてソ連有数の国有農園であったが、民営化により数名のロシア人投資家が買い上げる形で新しく生まれ変わり、ワイナリーの親会社となった。この新しい会社の経営権を握った投資家グループは、そこに世界水準のワイナリーの建設計画を実現させる。2003年にフランスのワイナリー建設専門の建築会社の手による近代的ワイナリーが完成、このワイナリーは『シャトー･ル･グラン･ヴォストーク』（Château.Le.Grand.Vostok:略称CGV）と名付けられた。
同年秋にはそのワイナリーで800'000ℓのワインが仕込まれ、2004年にボトリングしたものがモスクワへ運ばれており、いくつかのワイン品評会やイベントに出品されている。
また、この投資家グループはフランス人醸造家のフランク・デュセナーを招聘し、デュセナーにCGVワイナリーとぶどう園経営の全権を委任している。デュセナーの手によりシャルドネ、ソーヴィニヨン・ブラン、カベルネ・ソーヴィニヨン、アリゴテ、シラーなど8種類の幼樹がCGVのブドウ園に輸入されることとなり、フランスから近代的ワイン製造技術を導入する形でボルドー型ワイン醸造に力を入れる方針の経営が進められたが、デュセナーは更にロシアの在来品種である「クラスノストップ（Красностоп Золотовский）」を遺伝子のクリーンアップ作業の為に母国フランスへ送るという大きな挑戦に臨んだ。
クラスノストップは歴史上「異なる種類のブドウのDNA」が混入されてしまっており、フランスなどに在る純粋な風味を保持する品種と違い、果実自体に雑味が多くなってしまっている。この雑味が元でその品種をメインとする、これまで市場に出回っている同国産ワインは低い評価を受け続けていた。またデュセナーは地元の品種を使ったワインの製造に意欲を持っており「ロシアでワインを造るならば、他国のものにはなるべく頼らず、その国の品種を主体で使わなければ意味を成さない」と考えていた。その考えを実現に移す目的から彼は、ワイン先進国である母国の科学技術を利用して同品種が抱える問題点であった他の品種のDNA混入状態を解消させに掛かったのである。現在、彼の発案によりクリーンアップされたクラスノストップ種の苗木をCGVのブドウ園で栽培させる試みが今も実行されている。
2013年にロシアで販売されたワインの80%はブドウ濃縮物から作られていたが、ソビエトワインの低品質の評判による偏見から脱却する試みはある程度成功したといえる 。
2014年5月、デニス・プズィレフ（Denis Puzyrev）はデイリー・テレグラフ紙上で以下のように発言している。
なお、同年においてロシアは栽培中のブドウ畑の面積で世界第11位にランクされている 。傍らでロシアのワイン産業は、地方自治体により「アルコール度数の高いスピリッツに代わる『より健康的な代替嗜好品』を産み出す産業」として推進されている。
現在、ロシアは世界市場へのワインの大量輸出を画策しており、傍ら国内市場へのワイン原材料の輸入を5－7年にわたり制限する計画を打ち立てている。これはワイン産業におけるライセンスの価格が下がったことやワインが『農産品』に格上げ（すなわち、ワイン農家が国の財政支援を受けられるようになった）されたことが背景にある。ブドウおよびワインの製造に対する国の支援額は2016年でほぼ4倍に増大し、3750万ユーロ（日本円で約46億円）となっており、2017年も措置は拡大され前年と同等またはそれ以上の支援が行われる計画とされている。

## 地理と気候

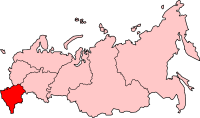
ロシア内における北カフカスの地図

ロシア国内においてワイン生産が盛んな北カフカス地方は、典型的な大陸性気候である。厳冬期の霜に対応するため、ワイン製造業者はブドウの木の上から土をかぶせている。クラスノダール地方では、ブドウが完熟するまで必要な期間の内、霜が降りない日が193～223日ある。ダゲスタン共和国はステップ気候の土地が広がっている。この地域ではブドウ製造に必要な期間の内、霜が降りない日が180～190日あり、ロシアワインの約13%がスタヴロポリ付近で生産されている。ロストフ・ナ・ドヌ周辺地域・地方は気温が高く湿度の低い夏と厳しい冬の気候下にあり、ロシア国内の他地域よりも小規模にワインを製造している。

## ワインとブドウ
ロシアでは、様々な品種のブドウを生産しており、主にスパークリングワインやデザートワインの製造に利用されている。現代では、ワイン製造に際し100種類を超える品種のブドウが使用されている。製造量ではリカツィーテリ品種が全体の45%を占めるほか、アリゴテ、カベルネ・ソーヴィニヨン、セヴェルニ、クレレット・ブランシュ、メルロー、マスカット、ピノ・グリ、プラヴァイ、ブラウアー・ポルトギーザー、リースリング、サペラヴィ、シルヴァーナー、サヴァニャンなどが生産されている。

## 観光
ロシアでは50万以上のエコツーリズムがある。クラスノダール地方、ロストフ州、スタブロポリ地方、クリミアではぶどう畑の豊富さを生かして独自のイベントを開催しているが、ワイン観光で一番人気の場所はクラスノダール地方に在るリゾート地アブラウ・デュルソーである。
2015年時点で、アブラウ・デュルソーへ見学とテイスティングに訪れたのは30万人以上であることが明かされており、次いでクリミア・マサンドラ、ロストフ州エルブズドがランキングを勝ち取っている。
一方、トヴェリ州とアルタイ地方の２ヶ所では主にベリーワインが生産されている為、このワインを目的で訪れる旅行者がいることも明らかにされている。